# Armoriale delle famiglie italiane (Dea-Dec)
Questo è l'armoriale delle famiglie italiane il cui cognome inizia con le lettere che vanno da Dea a Dec.

## Armi

### Deab
| Stemma | Casato e blasonatura |
| ------ | --- |
|        | De Abbate o Deabbate o Deabate (Moncalieri, Alba, Saluzzo, Peveragno) Titolo: conte di Alba di rosso, al leone coronato, di oro (citato in (4) – Vol. I pag. 305 e in (26)) Di rosso, al leone d'oro, coronato dello stesso (citato in (18)) leone rampante coronato di oro su rosso (citato in LEOM) alias di rosso, al leone d'oro con una stella del medesimo nel canton destro del capo (citato in (24) e in (26)) alias inquartato dei Bogetti di Lachelle: d'oro, a tre teste di leopardo di rosso, fibbiate d'argento (citato in (26)) Cimiero: un turco al naturale, nascente, impugnante colla mano destra un dardo Motto: Je l'attends |
|        | De Abbate Di rosso, al leone d'oro, accompagnato da una stella dello stesso nel cantone sinistro del capo (FR) De gueules, au lion d'or, acc. d'une étoile du même au canton senestre du chef. (citato in (7)) |
|        | De Abbiate (Caresana) d'azzurro, alla croce d'argento (citato in (24)) |
|        | De Abbondi (Trento) Titoli: Nobile del S.R.I. d'azzurro alla fascia ristretta d'argento, accompagnata in capo da un leone d'oro, linguato di rosso, impugnante con ognuna delle zampe anteriori uno stocco in atto di difesa ed in punta da cinque bande d'argento Cimiero: il leone dello scudo, nascente Motto: Auxilium meum a Domino, in lettere capitali nere (citato in (4) – Vol. I pag. 306) fascia in divisa di argento su azzurro - leone rampante di oro tenente con le anteriori 2 spade poste in banda di argento su azzurro - 5 bande di argento su azzurro (citato in LEOM)                                                       |
|        | De Abenante (Napoletano) (la blasonatura non è stata ancora caricata) (citato in (22)) |

### Deac
| Stemma | Casato e blasonatura |
| ------ | --- |
|        | De Acciaiolis (Firenze) (la blasonatura non è stata ancora caricata) (citato in UNFE) Immagine nella Biblioteca Estense Universitaria (id. 7414). |
|        | De Accorabovis (Roma) (la blasonatura non è stata ancora caricata) (immagine dello Stemmario reale di Baviera.)                                   |

### Dead
| Stemma | Casato e blasonatura |
| ------ | --- |
|        | De Adimarii (Firenze) (la blasonatura non è stata ancora caricata) (citato in UNFE) Immagine nella Biblioteca Estense Universitaria (id. 7418). |

### Deaf
| Stemma | Casato e blasonatura                                                                   |
| ------ | -------------------------------------------------------------------------------------- |
|        | De Affatato (Napoletano) (la blasonatura non è stata ancora caricata) (citato in (22)) |

### Deag
| Stemma | Casato e blasonatura                                                                              |
| ------ | ------------------------------------------------------------------------------------------------- |
|        | De Agno d'azzurro, all'agnello pasquale d'argento sostenuto da una campagna di verde (citato in ) |

### Deai
| Stemma | Casato e blasonatura                                                                                                  |
| ------ | --- |
|        | De Aieta (Napoletano) (la blasonatura non è stata ancora caricata) (di rosso, a due bande d'argento) (citato in (22)) |

### Deal
| Stemma | Casato e blasonatura |
| ------ | --- |
|        | De Alagón o De Alagonia (Aragona) D'argento, a sei tortelli di nero, 2, 2, 2 alias D'oro, a sei tortelli di nero, 2, 2, 2 (citato in (18)) |
|        | De Alberinis (Roma) (la blasonatura non è stata ancora caricata) (immagine dello Stemmario reale di Baviera.) |
|        | De Alberti (Sospello) Titolo: Conti di Villanova Monferrato D'azzurro, a quattro catene d'argento, moventi dagli angoli dello scudo, legate nel cuore a un anello dello stesso alias D'azzurro, a quattro catene d'argento, moventi dagli angoli dello scudo, legate nel cuore a un anello d'oro Motto: Qui conterit conteritur (citato in (18))                                                    |
|        | De Alberti (Sospello) Inquartato, al 1° d'argento, all'aquila di nero, al 2° d'azzurro, al braccio armato di una spada, al naturale, al 3° di nero, al leone d'oro, lampassato di rosso, al 4° d'azzurro a quattro catene di ferro (argento?), moventi dagli angoli dello scudo, legate nel cuore a un anello dello stesso, sul tutto di rosso, all'elmo d'argento, coronato d'oro (citato in (18)) |
|        | De Albertis (Firenze) (la blasonatura non è stata ancora caricata) (citato in UNFE) Immagine nella Biblioteca Estense Universitaria (id. 7420). |
|        | De Albertonibus (Roma) (la blasonatura non è stata ancora caricata) (immagine dello Stemmario reale di Baviera.) |
|        | De Alexandrinis (Roma) (la blasonatura non è stata ancora caricata) (immagine dello Stemmario reale di Baviera.) |
|        | De Alice Bandato di rosso e d'argento (citato in (18)) |
|        | De Alifa (Napoletano) (la blasonatura non è stata ancora caricata) (citato in (22)) |
|        | De Allessiis (Roma) (la blasonatura non è stata ancora caricata) (immagine dello Stemmario reale di Baviera.) |
|        | De Aloise (Napoletano) (la blasonatura non è stata ancora caricata) (citato in (22)) |
|        | De Aloysiis o D'Aluys o De Adolesio o De Adaloxii (Nizza) Titolo: signori di Auvare, Castelnuovo d'Entraunes, La Croix de Saint Léger, Daluis, Falicon, Puget Rostang, Sauze, Toetto Scarena, Villanova d'Entraunes Trinciato d'argento e di nero alias Grembiato d'argento e di nero alias Grembiato d'oro e di nero (citato in (18))                                                              |
|        | De Altaemps (Germania) (la blasonatura non è stata ancora caricata) (citato in UNFE) Immagine nella Biblioteca Estense Universitaria (id. 5437). |
|        | De Altaemps (Germania) (la blasonatura non è stata ancora caricata) (citato in UNFE) Immagine nella Biblioteca Estense Universitaria (id. 5498 e id. 5540). |

### Deam
| Stemma | Casato e blasonatura |
| ------ | --- |
|        | De Amateschis (Roma) (la blasonatura non è stata ancora caricata) (immagine dello Stemmario reale di Baviera.)                                          |
|        | De' Ambrosi (Chioggia) (la blasonatura non è stata ancora caricata) (citato in Araldica gentilizia (archiviato dall'url originale il 6 novembre 2005).) |
|        | De Ambrosinis (Roma) (la blasonatura non è stata ancora caricata) (immagine dello Stemmario reale di Baviera.)                                          |
|        | De Amiconibus (la blasonatura non è stata ancora caricata) (citato in DAlena)                                                                           |
|        | De Amodeis (Roma) (la blasonatura non è stata ancora caricata) (immagine dello Stemmario reale di Baviera.)                                             |

### Dean
| Stemma | Casato e blasonatura |
| ------ | --- |
|        | De Andrea (Napoletano) (la blasonatura non è stata ancora caricata) (inquartato in decusse d'azzurro e di rosso, al decusse attraversante d'argento accompagnata da un giglio d'oro in capo e da una spada d'argento in punta) (citato in (22)) |
|        | De Andreis (Ferentino) di rosso alla croce di S. Andrea scorciata d'argento, accantonata nel 1º, 2º e 3º da 3 stelle e nel 4º da un pesce dello stesso posto in palo (citato in (4) – Vol. I pag. 380) croce di Sant'Andrea scorciata di argento su rosso accantonata da - 3 stelle (6 raggi) di oro e da - pesce dello stesso posto in palo in basso su rosso (citato in LEOM) |
|        | De Andreo (Susa) D'azzurro, a due leoni affrontati, tenenti un anello, il tutto d'argento Motto: Fides et robur (citato in (18)) |
|        | De Angelis o Angelo o De Angelis Effrem (Napoli, Trani) Titolo: marchesi e patrizi di Trani di azzurro a tre fasce di argento (citato in (4) – Vol. I pag. 386 e jn (19)) 3 fasce di argento su azzurro (citato in LEOM) d'azzurro a tre fasce d'argento (citato in STVS) |
|        | De Angelis (Roma) d'azzurro all'angelo di carnagione, vestito di rosso, alato d'argento, movente dal terreno di verde e tenente una palma dello stesso (citato in (4) – Vol. IX pag. 216) angelo in maestà vestito di rosso su terrazzo di verde su azzurro foglia di palma di verde in destra (citato in LEOM) |
|        | De Angelis (Ancarano (Teramo)) d'azzurro all'angelo di carnagione, vestito di rosso, alato di argento, tenente con la mano destra una palma di verde, fermo sopra un monte di tre cime d'oro, uscente dalla punta dello scudo (citato in (4) – Vol. IX pag. 216) D'azzurro all'angelo in maestà vestito di rosso, alato d'argento, tenente con la destra una foglia di palma di verde, e movente da un monte di tre cime d'oro (citato in DAlena) angelo in maestà vestito di rosso su monte a 3 cime di oro uscente dalla punta su azzurro foglia di palma di verde in destra (citato in LEOM)                       |
|        | De Angelis d'azzurro, all'angelo di carnagione, fasciato d'argento, coronato d'oro, fermo sul globo terracqueo, cinto alla fascia zodiacale posta in banda, l'angelo in atto di ferire, tenente con la destra abbassata una spada posta in sbarra, il tutto al naturale, l'angelo sormontato da tre stelle di sei raggi d'oro, ordinate in fascia (citato in (4) – Vol. II pag. 492) |
|        | De Angelis (Molfetta) d'azzurro alla fascia d'oro accompagnata da due stelle di 8 raggi dello stesso, una in capo e una punta (citato in ) |
|        | De Angelis (Napoletano) (la blasonatura non è stata ancora caricata) (troncato di rosso, al leone nascente, e d'azzurro, a tre conchiglie ordinate in fascia, alla fascia attraversante sulla partizione il tutto d'oro) (citato in (22)) |
|        | De Angelis (Trevi) (la blasonatura non è stata ancora caricata) Notizie storiche nel sito della Associazione Pro Trevi. |
|        | De Angelis (Roma) (d'azzurro, alla banda di rosso, accompagnata da tre gigli d'oro, due ordinati in fascia nel capo e uno in punta) (Immagine nell' Archivio Storico Capitolino (PDF) (archiviato dall'url originale il 23 febbraio 2017).) |
|        | De Angelis Effrem (Napoli) Titoli: Marchese, Patrizio di Trani, Patrizio di Bari, predicato di Torre Ruggero partito: nel 1º di De Angelis che è di azzurro a tre fasce di argento; nel 2º di Effrem che è di azzurro al leone di oro accompagnato in capo da un lambello a 5 pendenti di rosso ed attraversato da una banda del medesimo caricata da 3 foglie di palma d'oro (citato in (4) – Vol. I pag. 387 e Vol. IX pag. 217) 3 fasce di argento su azzurro - 3 foglie di palma di oro su banda di rosso su - leone rampante di oro su azzurro - lambello di rosso (5 gocce) in alto su azzurro (citato in LEOM) |
|        | De Angelo (Napoletano) (la blasonatura non è stata ancora caricata) (d'argento, alla banda d'azzurro caricata di tre stelle (8) d'oro) (citato in (22)) |
|        | De Angileis (Molfetta) d'azzurro, all'angelo vestito di rosso, sforante coi piedi una nube d'argento, e tenente nella destra un giglio fiorito al naturale (citato in ) |
|        | De Angioy (Roma, Londra, Iglesias) Inquartato: nel 1° di verde a 2 agnelli d'argento uno sull'altro; nel 2° d'azzurro al pero fruttato al naturale; nel 3° d'oro al leone al naturale tenente con le branche anteriori un libro aperto d'argento; nel 4° di rosso ad una fanciulla seduta di fronte sopra un cervo passante d'argento (citato in DAlena) |
|        | De Anibalis (Roma) (la blasonatura non è stata ancora caricata) (immagine dello Stemmario reale di Baviera.) |
|        | De Anitia (Roma) (la blasonatura non è stata ancora caricata) (immagine dello Stemmario reale di Baviera.) |
|        | De Anna (Finlandia) Titolo: nobili D'azzurro partito da una fascia di rosso: nel 1º al giglio d'oro, nel 2º a due rose al naturale poste in croce di S. Andrea Motto: In sapientia sapiens in militia militans (citato in (19)) |
|        | De Annicchino (Napoletano) (la blasonatura non è stata ancora caricata) (citato in (16)) |
|        | de Antonellis (Montefusco, Avellino) Titolo: Barone d'azzurro all'aquila d'oro rivolta, col volo abbassato, afferrante con gli artigli, dalla parte superiore e con la testa rivoltata all'insù, una serpe di verde, e col rostro la coda; l'aquila accompagnata in capo da due stelle di otto raggi, d'argento (citato in (4) – Vol. IX pag. 221 e in (19)) aquila rivolta di oro ali abbassate afferrante con il becco e gli artigli un serpente di verde su azzurro - 2 stelle (8 raggi) di argento poste in fascia in alto su azzurro (citato in LEOM)                                                            |

### Deap
| Stemma | Casato e blasonatura                                                                 |
| ------ | ------------------------------------------------------------------------------------ |
|        | De Aprutio (Abruzzo) (la blasonatura non è stata ancora caricata) (citato in DAlena) |

### Dear
| Stemma | Casato e blasonatura |
| ------ | --- |
|        | De Aragoni (Roma) (la blasonatura non è stata ancora caricata) (immagine dello Stemmario reale di Baviera.) |
|        | De Aragonia (Roma) (la blasonatura non è stata ancora caricata) (immagine dello Stemmario reale di Baviera.) |
|        | De Arazzi o Arassi (Monferrato) Titolo: signori di Castelletto Merli D'oro, a due pesci di rosso, decussati (citato in (18)) |
|        | De Arazzo (Asti) Titolo: signori della Rocca di Arazzo (Di vaio antico? Vaiato antico?) alias Fasciato innestato d'argento e di nero (citato in (18)) |
|        | De Arberinis (Roma) (la blasonatura non è stata ancora caricata) (immagine dello Stemmario reale di Baviera.) |
|        | De Arberinis (Roma) (la blasonatura non è stata ancora caricata) (immagine dello Stemmario reale di Baviera.) |
|        | De Arbore (Prato) Di..., alla croce biforcata e raggiata di... (citato in (16)) |
|        | De Arcayne (Roma, Alghero) Troncato: nel 1° campo di cielo all'Arca di Noé d'oro vagante sulla troncatura e sormontata da 5 stelle d'oro ordinate in semicerchio; nel 2° d'azzurro a 2 bande ondate d'argento (citato in DAlena) arca di Noè al naturale sulla troncatura su azzurro - 6 stelle (6 raggi) di oro poste a semicerchio in alto su azzurro - 2 bande ondate di argento su azzurro (citato in LEOM) |
|        | De Arcayne (Alghero, Roma) Titoli: Cavaliere, Nobile, Don partito: nel 1º troncato: di sopra campo di cielo all'arca di Noè d'oro vagante sulla troncatura e sormontata da 5 stelle d'oro ordinate in semicerchio; di sotto d'azzurro a due fasce ondate d'argento; nel 2º d'oro a tre fasce di rosso (citato in (4) – Vol. I pag. 414 e Vol. IX pag. 224) arca di Noè al naturale su mare - 5 stelle (5 raggi) di oro in alto poste in semicerchio su azzurro - 2 fasce ondate di argento su azzurro - 3 fasce di rosso su oro (citato in LEOM) Cimiero: elmo da nobile ornato di svolazzi dei colori dello scudo |
|        | De Arcayne (Alghero, Torino) Titoli: Cavaliere, Nobile, Don, Conte della Minerva inquartato: nel 1º troncato: di sopra campo di cielo all'arca di Noè d'oro vagante sulla troncatura e sormontata da 5 stelle d'oro ordinate in semicerchio; di sotto d'azzurro a due fasce ondate d'argento; nel 2º d'argento alla figura della Dea Minerva posta in maestà e seduta sopra una nuvola nell'atto di percuotere con la lancia, con la mano sinistra, la vetta di un monte uscente dall'angolo inferiore sinistro, il tutto al naturale; nel 3º d'azzurro al persico al naturale, con le radici accostate da quattro piedi umani di carnagione, recisi di rosso, due per parte e addossati; nel 4º d'oro a tre fasce di rosso (citato in (4) – Vol. I pag. 414 e Vol. IX pag. 224) arca di Noè al naturale su mare - 5 stelle (5 raggi) di oro in alto poste in semocerchio su azzurro - 2 fasce ondate di argento su azzurro - dea Minerva in maestà su nuvola nell'atto di percuotere con una lancia la vetta di un monte tutto al naturale su argento - albero di pesco 2 paia di piedi di carnagione recisi di rosso su azzurro - 3 fasce di rosso su oro (citato in LEOM) Cimiero: elmo e corona da conte, ornato di cercine e svolazzi d'argento e d'azzurro |
|        | De Archiepiscopi (Napoletano) (la blasonatura non è stata ancora caricata) (citato in (22)) |
|        | De Arcionibus (Roma) (la blasonatura non è stata ancora caricata) (immagine dello Stemmario reale di Baviera.) |
|        | De Areiadis (Roma) (la blasonatura non è stata ancora caricata) (immagine dello Stemmario reale di Baviera.) |
|        | De Argote (Napoli) Titolo: marchesi di Grana Di rosso, alla croce di vaio alias Di rosso, alla croce di vaio, con la bordura di rosso, carica di otto decusse scorciati, d'oro, uno in capo, tre per lato, in palo, uno in punta (citato in (18)) |
|        | De Arlotis (Roma) (la blasonatura non è stata ancora caricata) (immagine dello Stemmario reale di Baviera.) |
|        | De Arminiaco (Francia) (la blasonatura non è stata ancora caricata) (citato in UNFE) Immagine nella Biblioteca Estense Universitaria (id. 5347). |
|        | De Arminiaco (Francia) (la blasonatura non è stata ancora caricata) (citato in UNFE) Immagine nella Biblioteca Estense Universitaria (id. 5451). |
|        | De Arminiaco (Francia) (la blasonatura non è stata ancora caricata) (citato in UNFE) Immagine nella Biblioteca Estense Universitaria (id. 5506). |
|        | De Arminiaco (Francia) (la blasonatura non è stata ancora caricata) (citato in UNFE) Immagine nella Biblioteca Estense Universitaria (id. 5573). |
|        | De Armis (Roma) (la blasonatura non è stata ancora caricata) (immagine dello Stemmario reale di Baviera.) |

### Deas
| Stemma | Casato e blasonatura |
| ------ | --- |
|        | De Asarta (Roma) d'azzurro, a tre fasce di rosso, con tre mezze lune rovesciate di oro e ordinate in fascia nel capo (citato in (4) – Vol. I pag. 430) alias 3 fasce di rosso su azzurro accompagnate in capo da 3 lune rovesciate di oro su azzurro poste in fascia (citato in LEOM) |
|        | De Asarta Titolo: conti D'azzurro, a tre fasce, sormontate da tre mezzelune rovesciate e ordinate in fascia, il tutto di rosso, orlato d'oro (citato in (18)) |
|        | De Asarta e De Asarta Guiccioli (Genova, Roma) Titolo: Conte d'oro a cinque foglie di verde rovesciate, ordinate in decusse, mantellato di rosso a due torri a due palchi d'argento (citato in (4) – Vol. IX pag. 239) 5 foglie di verde picciolo in alto su oro poste in croce di Sant'Andrea - mantellato di rosso alla torre a 2 palchi di argento (citato in LEOM) Motto: Quiero y quiero |

### Deat
| Stemma | Casato e blasonatura |
| ------ | --- |
|        | De Attavatis (Roma) (la blasonatura non è stata ancora caricata) (immagine dello Stemmario reale di Baviera.)                                                                     |
|        | De Attellis (Molise) D'argento alla gru al naturale riposata sopra una zampa e tenente con l'altra un sasso (citato in DAlena)                                                    |
|        | De Attendolis (Barbiano, Rutigliano) d'azzurro al leone d'oro lampassato di rosso tenente con le branche anteriori un ramo di cotogno fiorito e fruttifero d'oro (citato in RTGL) |
|        | De Atti di rosso, al palmizio sradicato di verde, accostato da due leoni d'oro controrampanti al fusto (citato in (3) )                                                           |
|        | De Attieris (Roma) (la blasonatura non è stata ancora caricata) (immagine dello Stemmario reale di Baviera.)                                                                      |

### Deav
| Stemma | Casato e blasonatura |
| ------ | --- |
|        | De Avalo (Napoli, Spagna) (la blasonatura non è stata ancora caricata) (citato in UNFE) Immagine nella Biblioteca Estense Universitaria (id. 392 e id. 2732). |
|        | De Avalos (Napoletano) (la blasonatura non è stata ancora caricata) (citato in (22))                                                                          |
|        | De Aversa (Roma) (la blasonatura non è stata ancora caricata) (immagine dello Stemmario reale di Baviera.)                                                    |
|        | De Avisatis (Roma) (la blasonatura non è stata ancora caricata) (immagine dello Stemmario reale di Baviera.)                                                  |
|        | De Avitaja (Napoletano) (la blasonatura non è stata ancora caricata) (citato in (22))                                                                         |

### Deaz
| Stemma | Casato e blasonatura |
| ------ | --- |
|        | De Azara (Saragozza) inquartato: 1º e 4º d'azzurro alla torre d'argento merlata su altura; 2º d'oro all'albero nutrito sulla campagna al naturale e trafitto da una spada argentea passante; 3º d'oro all'aquila d'azzurro su scoglio al naturale fissante il sole uscente dal cantone destro dello scudo (citato in (4) – Vol. I pag. 456) torre di argento su monte dello stesso uscente dalla partizione su azzurro - albero su terrazzo al naturale trafitto da spada di argento posta in sbarra su oro - aquila di azzurro su scoglio al naturale uscente dalla punta mirante - sole di oro uscente dal cantone sinistro in alto su oro (citato in LEOM) |
|        | De Azara (Saragozza) inquartato: nel 1º e 4º di rosso alla torre d'argento torricellata di tre pezzi; nel 2º d'oro all'albero attraversato nel tronco da una spada all'ingiù e in sbarra, il tutto al naturale; 3º di nero alla fenice sulla sua immortalità al naturale, fissante il sole d'oro orizzontale destro (citato in (4) – Vol. IX pag. 252) |
|        | De Azara (Roma) (la blasonatura non è stata ancora caricata) (Immagine nell' Archivio Storico Capitolino (PDF) (archiviato dall'url originale il 24 febbraio 2017).) |

### Deba
| Stemma | Casato e blasonatura |
| ------ | --- |
|        | De Baillou (Firenze) d'oro, a tre grugni di cinghiale di rosso, 2.1 (citato in (8)) |
|        | De Baldassarre (Molise) partito: nel 1°: d'oro al leone rampante di rosso, alla banda nera caricata di tre stelle d'oro a 6 raggi, attraversante sul tutto (d'Alessandro); nel 2° (de Baldassarre) (citato in DAlena) |
|        | De Barcellonis (Roma) (la blasonatura non è stata ancora caricata) (immagine dello Stemmario reale di Baviera.) |
|        | De Barcilono De Flotte (Provenza) Titolo: consignori di Cuébris, Sant'Antonino D'azzurro, a due decusse scorciati, d'oro, posti in fascia, accompagnati in capo da una stella, dello stesso (citato in (18)) |
|        | De Bard (Bard) Titolo: signori di Bard, Donnas, Pont Saint Martin, Vert D'azzurro, sparso di crocette ricrociate con il piede aguzzo e due pesci barbi addossati attraversanti, il tutto d'oro (citato in (18)) |
|        | De Bardis (Firenze) (la blasonatura non è stata ancora caricata) (citato in UNFE) Immagine nella Biblioteca Estense Universitaria (id. 7407). |
|        | De Bardonnêche o Di Bardonecchia (Bardonecchia) Titolo: signori di Bardonnêche, Beaulard, Bussoleno, Chianocco, Clavières, Givoletto, Mattie, Nevâche e signori di Thorane, St. Martin de Champiney, Les Teneaux, Boule, Beaumont, Sigoyer, L'Argentière, Brion, Lavars, Clermont, Vassieu, Griglot, Sousville, Tresane, Morgeat, Crissinge, Folliet D'argento, inferriato di rosso, inchiodato d'oro, con il capo d'oro carico di un'aquila di nero, nascente, linguata di rosso alias D'argento, inferriato di rosso, inchiodato d'oro, con il capo d'oro carico di un leone di nero, nascente alias D'argento, inferriato di rosso, inchiodato d'oro, con il capo d'oro carico di un giglio, accostato da due crescenti, affrontati, il tutto di rosso alias D'azzurro, inferriato di rosso, inchiodato d'oro, con il capo d'oro Motto: Tutum forti praesidium virtus (citato in DAlena) |
|        | De Barisuana (Roma) (la blasonatura non è stata ancora caricata) (immagine dello Stemmario reale di Baviera.) |
|        | De Baronibus (Molise) (la blasonatura non è stata ancora caricata) (citato in DAlena) |
|        | De Barral De Montauvrard (Torino, Bissy) Titolo: Conte; signori di la Bâtie d'Arvillard, Bélier, Crolles, Montfort, La Roche Commiers, Rochechinard, Voiron di rosso a tre bande d'argento; col capo del secondo, carico di tre campane d'azzurro, battagliate d'oro, ordinate in fascia Cimiero: liocorno d'argento, nascente Motto: Sic personat virtus (citato in (4) – Vol. I pag. 522 e in DAlena) |
|        | De Barras (Nizzardo) Titolo: signori di Rimplas e Rigaud, S. Stefano di Nizza Fasciato, d'oro e d'azzurro Motto: Vaillance de Barras (citato in DAlena) |
|        | De Bassecourt (Covolo di Piave) di azzurro alla banda di argento caricata da tre crocette noderose di rosso (citato in (4) – Vol. I pag. 529) |
|        | De Bastardellis (Roma) (la blasonatura non è stata ancora caricata) (immagine dello Stemmario reale di Baviera.) |
|        | De Bastariis (Molise) (la blasonatura non è stata ancora caricata) (citato in DAlena) |

### Debe
| Stemma | Casato e blasonatura |
| ------ | --- |
|        | De Beaumont d'argento al leone al naturale attraversato da una banda di azzurro caricata di 3 gigli d'oro (citato in (4) – Vol. II pag. 13) |
|        | De Beaumont Bonelli (già Bonelli) (Napoli) partito: bandato ondato d'argento e d'azzurro (Bonelli); d'argento al leone al naturale attraversato da una banda di azzurro caricata di 3 gigli d'oro (De Beaumont) (citato in (4) – Vol. II pag. 13) |
|        | De Beauvoir (Delfinato) Titolo: signori di Borgone Inquartato d'oro e di rosso alias Inquartato d'oro e di rosso, con la bordura di nero (citato in (18)) |
|        | De Becciani (Toscana) (DE) In Blau 3 2:1 gestellte goldene Lilien, überdeckt von 1 erniedrigten goldenen Schrägbalken (citato in (23)) |
|        | De Beer (Colle di Val d'Elsa) partito: nel 1° d'azzurro, alla costellazione dell'orsa (a otto stelle) montante d'argento; nel 2° d'oro, a due torce decussate al naturale, accese di rosso. (citato in (8)) |
|        | De' Bei (Chioggia) (la blasonatura non è stata ancora caricata) (citato in Araldica gentilizia (archiviato dall'url originale il 6 novembre 2005).) |
|        | De Bel Homo (Roma) (la blasonatura non è stata ancora caricata) (immagine dello Stemmario reale di Baviera.) |
|        | De Bellan (Barcellonetta) Inquartato, d'oro, a tre fasce di nero, e rombeggiato d'oro e di nero Motto: Bellando debellans (citato in (18)) |
|        | De Bellegarde (Torino, Firenze) Titolo: conti D'azzurro, alla campana d'argento, legata di rosso (citato in (18)) |
|        | De Bellery (Molise) (la blasonatura non è stata ancora caricata) (citato in DAlena) |
|        | De Bellis (Rutigliano, Castellana, Casamassima, Napoli) Titolo: Barone di Casamassima, Marchese di Laterza, patrizi di Rutigliano d'azzurro al castello d'oro aperto e fenestrato del campo, merlato alla guelfa, e torricellato di tre pezzi, quello di mezzo più alto, pure merlati e fenestrati del campo (citato in (11) pag. x, in (19), in (22) e in RTGL) Motto: Dum pugno et bello vim vi repello Notizie storiche in Nobili napoletani.                    |
|        | De Bellis (Napoli, Cervinara, Avellino) Titolo: barone di Malaspina d'azzurro al leone d'oro, rivolto e posto a destra, affrontato ad una vipera al naturale, ondeggiante in palo e posta a sinistra, col sole d'oro nel punto del capo (citato in (19) e in (22)) Notizie storiche in Nobili napoletani. |
|        | De Bene in Bene (Roma) (la blasonatura non è stata ancora caricata) (immagine dello Stemmario reale di Baviera.) |
|        | De Benedetti di Barcola (Sarzana, Lerici) partito: nel 1º di azzurro, a tre pesci di argento, sovrapposti l'uno in banda, l'altro in sbarra, il terzo in palo; nel 2º di azzurro, all'albero di palma al naturale, sostenente sulla cima una colomba d'argento, affrontato e sostenuto da un leone d'oro, coronato del medesimo (citato in (4) – Vol. II pag. 33)                                                                                                   |
|        | De Benedetti di Lerici (Sarzana, Lerici) di azzurro, all'albero di palma al naturale, affrontato e sostenuto da un leone d'oro, coronato del medesimo (citato in (4) – Vol. II pag. 33) |
|        | De Benedetti (Ovada) Troncato d'azzurro e d'argento, alla mano benedicente di carnagione, attraversante sulla partizione, accompagnata nel 1° da sei stelle di sei raggi d'oro, ordinate in scaglione e nel 2° da sei losanghe di rosso, ordinate in fascia (citato in STOV) |
|        | De Benedetti del Zocco (Occhieppo Superiore) Troncato, al 1° d'oro, alla chiesa di rosso, accompagnata da due stelle d'azzurro negli angoli del capo, al 2° d'azzurro, al gufo d'argento, posato sopra il tronco di una quercia d'oro, fruttata d'argento Motto: Potius mori quam foedari (citato in (18)) |
|        | De Benedicti Matei (Roma) (la blasonatura non è stata ancora caricata) (immagine dello Stemmario reale di Baviera.) |
|        | De Bensonis (Roma) (la blasonatura non è stata ancora caricata) (immagine dello Stemmario reale di Baviera.) |
|        | De Benvenuti (Venezia, Zara) Titolo: Nobile troncato: al 1º d'azzurro al liocorno d'oro, nascente dalla partizione; al 2º di rosso a quattro sbarre d'argento Cimiero: il liocorno del campo, nascente (citato in (4) – Vol. II pag. 40) |
|        | De Benedictis (Foggia) (la blasonatura non è stata ancora caricata) (citato in DAlena) |
|        | De Bernardi (Abruzzo) (la blasonatura non è stata ancora caricata) (citato in DAlena) |
|        | De Bernardi Titolo: consignori di Castelnuovo Inquartato d'argento e di rosso, al quadrifoglio dell'uno nell'altro, in cuore (citato in (18)) |
|        | De Bernardi (Torino) D'azzurro, alla torre d'argento, mattonata di nero, fondata sopra una rupe d'argento, di tre cime, accompagnata da tre stelle d'oro, male ordinate Motto: Hinc tutior (citato in (18)) |
|        | De Bernini (Verona, S. Michele, Toscolano (Lago di Garda), Rivoli) Titoli: Nobile del S. R. I., Cavaliere di Boemia, Conte inquartato: al 1º e 4º d'argento all'aquila di nero, linguata di rosso; al 2º e 3º di rosso al leone d'oro linguato del campo; le figure affrontate alla tedesca (citato in (4) – Vol. II pag. 52) |
|        | Di Berra o De Berra (Nizza) Titolo: baroni di Berra; signori di Contes, Entraunes, Giletta; consignori di Ascros, Castelnuovo, Conségudes, Falicon, Peglione, Rocchetta del Varo, Toetto di Boglio, Toetto Scarena, Torretta Levens Di rosso, al castello di argento di tre torri, fasciato di un pezzo, in divisa d'azzurro alias Di rosso, al castello di argento di tre torri, bandato di un pezzo, in divisa d'azzurro Motto: Semper fidelis (citato in DAlena) |
|        | De Bertoldi (Belluno) Titoli: Conte, Cavaliere dell'I. A. d'azzurro all'aquila sostenuta da un monte di tre cime al naturale, fissante un sole d'oro, nascente dalla metà del lembo superiore dello scudo (citato in (4) – Vol. II pag. 57) |
|        | De Bertoldi (Belluno) Titoli:Conte, Cavaliere dell'I. A. losangato di rosso e d'argento (citato in (4) – Vol. II pag. 342) |
|        | De Besi (Padova, Verona, Venezia) Titolo: Nobile partito: al 1º d'azzurro a tre gigli d'argento, male ordinati; al 2º palato di rosso e di azzurro, col capo d'oro all'aquila di nero coronata del campo (citato in (4) – Vol. II pag. 61) |
|        | De Betta Inama (Verona) Titolo: Nobile del S. R. I. inquartato: al 1º e 4º di rosso alla pianta di betta di tre foglie di verde, quella di sinistra sostenente un armellino d'argento posto in banda; al 2º e 3º troncato da un filetto d'oro, il 1º d'azzurro a tre pigne d'oro male ordinate; il 2º bandato d'azzurro e d'argento Cimiero: al coda del pavone Motto: Malo mori quam foedari (citato in (4) – Vol. II pag. 65)                                     |

### Debi
| Stemma | Casato e blasonatura |
| ------ | --- |
|        | De Bianchi Doctula (Montrone) (la blasonatura non è stata ancora caricata) (Immagine nella Raccolta stemmi Trippini (JPG).) |
|        | De Biase (Napoletano, Bordeaux) Titolo: Nobile del S.R.I. d'azzurro, al destrocherio armato movente dal fianco sinistro dello scudo impugnante un'ascia d'arme d'acciaio in sbarra; al capo di rosso caricato di una losanga di nero Cimiero: un volo d'aquila di nero Motto: Fidelis Custos (citato in (2) – pag. 345 e in DAlena) |
|        | De Biase o Blasio (Molfetta) d'azzurro, al libro aperto d'argento bordato d'oro, caricato nelle 2 pagine della divisa: Blasius a destra e facito a sinistra di nero su 3 righi e sormontato da una cometa d'oro (citato in DAlena e in )                                                                                            |
|        | De Bibulis (Roma) (la blasonatura non è stata ancora caricata) (immagine dello Stemmario reale di Baviera.) |
|        | De Biondis (Roma) (la blasonatura non è stata ancora caricata) (immagine dello Stemmario reale di Baviera.) |
|        | De Bisogno (Napoli, Ercolano) Titolo: marchesi troncato nel primo d'azzurro al tronco galleggiante sul mare d'argento fluttuoso del campo, sostenente due colombe d'argento affrontanti e fissanti una cometa d'oro in palo; nel secondo fasciato di rosso e d'oro (citato in (19))                                                 |

### Debl
| Stemma | Casato e blasonatura |
| ------ | --- |
|        | De Blaas (Venezia) Titoli: Nobile, Cavaliere dell'I. A. partito: al 1º d'oro, alla mezza aquila bicipite di nero, armata e linguata di rosso, uscente dalla partizione;al 2º di rosso, alla fascia d'argento, damascata di nero, accompagnata in capo da 3 scudetti d'argento Cimieri: 1º un semivolo destro di nero, sparso di foglie di tiglio, d'oro e legato dello stesso, con lista svolazzante a destra; 2º una giovane coi capelli biondi e sciolti, coronata di rose, vestita di rosso, gallonata d'oro, colla camicetta bianca, stretta al collo, nascente fra le corna di un daino, alle quali si stringe con entrambe le mani (citato in (4) – Vol. II pag. 91)                                     |
|        | De Blanchis (Vigevano) (la blasonatura non è stata ancora caricata) (citato in UNFE) Immagine nella Biblioteca Estense Universitaria (id. 5486). |
|        | De Blasiis o Blaseus o De Blasio (Bari, Roma, Rutigliano) d'azzurro al libro aperto d'argento marginato d'oro caricato delle parole bla-si-us a destra, e fa-ci-to a sinistra di nero il tutto sormontato da una cometa d'oro (citato in RTGL) |
|        | De Blasio (Roma, Reggio Calabria) Titolo: barone di Palizzi di azzurro al libro aperto, incorniciato d'oro, caricato nelle due pagine delle parole: Blasius facito e sormontato da una cometa di oro disposta in palo (citato in (4) – Vol. II pag. 94 e in (19)) (Immagine nella Raccolta stemmi Trippini (JPG).) |
|        | De Blasio (Tropea) D'azzurro al libro aperto d'argento bordato d'oro e caricato della leggenda BLA / SI/ US a destra e FA / CI / TO a sinistra di nero ed accompagnato in capo da una cometa d'oro in fascia (citato in BLCL) |
|        | De Blasis o Di Blasio o De Blasiis (Molise) D'azzurro al libro aperto d'oro caricato nella pagina a destra del nome Blasiis, sormontato nel capo da una cometa d'oro (citato in DAlena) |
|        | De Blasis anche Blasio o Blasiis o de Biascio o de Brascio (Sulmona) d'azzurro, al libro d'oro aperto, caricato nella pagina di destra del nome BLASII, di nero, e sormontato nel capo dalla cometa d'oro (7) (citato in (29), p. 68) |
|        | De Blonay Titolo: baroni di Avise Di nero, al leone d'oro, armato e linguato di rosso alias Di nero, seminato di crocette trifogliate, dal piede acuminato, d'argento, al leone d'oro, armato e linguato di rosso, attraversante alias Di nero, seminato di crocette d'oro, al leone del secondo, attraversante alias Di nero, al leone d'oro, armato e linguato di rosso, addestrato da una rotella di sperone del secondo alias Di nero, al leone d'oro, armato e linguato di rosso, accompagnato in capo da due gigli del secondo Motto: Pro aris et focis - Pur comme l'or, prompt comme eclair - Pur comme l'or, prompt comme l'aigle - Toutes servir, toutes honorer, pour lamour d'une (citato in (18)) |

### Debo
| Stemma | Casato e blasonatura |
| ------ | --- |
|        | De Boa Attis (Roma) (la blasonatura non è stata ancora caricata) (immagine dello Stemmario reale di Baviera.) |
|        | De Bocca Bellis (Roma) (la blasonatura non è stata ancora caricata) (immagine dello Stemmario reale di Baviera.) |
|        | De Bocca Matti (Roma) (la blasonatura non è stata ancora caricata) (immagine dello Stemmario reale di Baviera.) |
|        | De Bocca Padula (Roma) (la blasonatura non è stata ancora caricata) (immagine dello Stemmario reale di Baviera.) |
|        | De Boccaccio (Roma) (la blasonatura non è stata ancora caricata) (immagine dello Stemmario reale di Baviera.) |
|        | De Boigne (Le Borgne) (Chambery) Titolo: Conte d'azzurro, al leone d'oro, sostenuto da una montagna rocciosa, al naturale, ed in atto di piantare una spada d'argento Motto: Patientia omnia vincit (citato in (4) – Vol. II pag. 101) |
|        | De Boisdary e Montaigu de Boisdavid (?) Titolo: consignori di Pino D'azzurro, a due leoni affrontati, d'oro alias D'azzurro, a due leoni affrontati, d'oro, coronati, armati e lampassati d'argento (citato in (18)) |
|        | De Boissonneaux de Chevigny (Nizza Marittima) Titolo: Marchese di Castelnovo d'azzurro, allo scaglione d'oro, accompagnato in capo da due stelle, in punta da un leoncino; il tutto d'argento (citato in (4) – Vol. II pag. 101) |
|        | D'Eboli o D'Evoli (Capua, Molise) Titolo: duca di Castropignano, Campomele; marchese di Frignano Maggiore; conte di Acerra, Trivento; barone di Roccasicura, Gricignano Inchiavato di nero e d'argento (citato in DAlena e in (22)) Notizie storiche in Nobili napoletani. |
|        | De Bon Signori (Roma) (la blasonatura non è stata ancora caricata) (immagine dello Stemmario reale di Baviera.) |
|        | De Bonaventura (Roma) (la blasonatura non è stata ancora caricata) (immagine dello Stemmario reale di Baviera.) |
|        | De Boncresci (Toscana) (DE) In Silber-rot gespaltenem Feld 1 schwarz-silber gespaltener Hund (citato in (23)) |
|        | De Boncresci (Toscana) (DE) Gold-blau spitzenförmig geteilt (citato in (23)) |
|        | De Bondi (Roma) (la blasonatura non è stata ancora caricata) (immagine dello Stemmario reale di Baviera.) |
|        | de Bonfils (Colle di Val d'Elsa) inquartato: nel 1° e nel 4° di rosso, alla branca d'orso posta in banda rivolta in basso; nel 2° e 3° pure di rosso, a tre bisanti d'oro, disposti 2.1. (citato in (8) e in (16)) |
|        | De Bonipertigis D'oro, a due fasce di rosso, accompagnate in punta da un giglio, dello stesso alias D'oro, a due fasce di rosso, accompagnate in punta da un giglio, d'azzurro (citato in (18)) |
|        | De Bonis (Rutigliano) troncato: nel 1º d'azzurro a un mezzo leone d'oro coronato; nel 2º del primo a tre bande del secondo (citato in RTGL) |
|        | De Bonis Auguriis (Roma) (la blasonatura non è stata ancora caricata) (immagine dello Stemmario reale di Baviera.) |
|        | De Bosdari (Ancona) troncato: il 1º d'azzurro, alla stella (8) d'oro posta a destra, sinistrata da un crescente d'argento; il 2º d'argento al delfino al naturale (citato in (2) – pag. 226) troncato: nel 1º d'azzurro alla stella d'oro di otto raggi posta a destra, sinistrata da una luna crescente d'argento; nel 2º d'argento al delfino al naturale posto in fascia Cimiero: la stella del campo (citato in (4) - Vol. II pag. 152 ) |
|        | De Bosses (Aosta) Titolo: signori di Bosses D'argento, al capo di rosso, cuneato di cinque pezzi (citato in (18)) |
|        | De Bottini (Sospello) Titolo: baroni; nobili; predicato di Sant'Agnese D'azzurro, alla botte d'oro, cerchiata di rosso, posta in fascia, fiancheggiata e sormontata da tre rose fogliate di verde, fiorite di rosso e bottonate d'oro Motto: Nulla nos via tardat euntes (citato in (18)) |
|        | De Bouvens (Bressa) Di rosso, alla croce dentata, d'argento Motto: Plus n'est possible (citato in (18)) |
|        | De Bove o Da Bova (Ovada) D'azzurro, al bue fermo con la testa in maestà al naturale, sostenuto da una campagna di verde, sormontato da una corona di cinque punte d'oro, a sua volta accompagnata nel capo da tre stelle di sei raggi d'oro, male ordinate (citato in STOV) |
|        | De Bovis d'azzurro, al bue di rosso cucito (citato in (26)) alias un bue d'oro in campo di azzurro (citato in (26)) Cimiero: un bue nascente simile a quello dell'arma Motto: ... paratus' |

### Debr
| Stemma | Casato e blasonatura |
| ------ | --- |
|        | De Brancha (Roma) (la blasonatura non è stata ancora caricata) (immagine dello Stemmario reale di Baviera.) |
|        | De Brancha Leonis (Roma) (la blasonatura non è stata ancora caricata) (immagine dello Stemmario reale di Baviera.) |
|        | De Brandis (Udine) Titoli: Nobile, Conte di rosso al cervo d'argento, ramoso e unghiato d'oro, slanciato (citato in (4) – Vol. II pag. 177) |
|        | De Brandis (Asolo) Di rosso al cervo rampante d'argento (citato in DAlena) |
|        | De Brès (Nizza) Titolo: conti di Pierlas; baroni di Santa Felicita; consignori di Dosfraires Troncato, al 1° d'azzurro, allo scaglione, accompagnato in capo da due stelle, il tutto d'argento, al 2° d'oro, a due fasce scaccate di due file d'argento e di rosso alias Troncato, al 1° d'azzurro, allo scaglione, accompagnato in capo da due stelle, il tutto d'argento, al 2° d'oro, a due bande scaccate di due file d'argento e di rosso Motto: Semper stat (citato in (18)) |
|        | De Breville (Vercelli) D'azzurro, a cinque stelle d'oro, raggianti, due in capo, una in cuore, due in punta, alternate a quattro colombe d'argento, una in capo, due nel mezzo e una in punta (citato in (18)) |
|        | De Brichanteau (Francia) Titolo: baroni di Châtellargent D'azzurro, a sei tortelli, d'argento, 3, 2, 1 (citato in (18)) |
|        | De Briolis (Roma) (la blasonatura non è stata ancora caricata) (immagine dello Stemmario reale di Baviera.) |
|        | De Bruge Dumenil de Camps (Livorno) D'azzurro, a tre gigli d'oro, 2.1; con la bordura di rosso caricata di nove bisanti d'oro (citato in (16)) |

### Debu
| Stemma | Casato e blasonatura |
| ------ | --- |
|        | De Buatier De Mongeot (Parma) d'oro al cinghiale passante in seguito e addentato al dorso da un veltro; il tutto al naturale Motto: 1. Immundus cedit honesto - 2. Nec tempora possent (citato in (4) – Vol. II pag. 198) |
|        | De Bubalis (Roma) (la blasonatura non è stata ancora caricata) (immagine dello Stemmario reale di Baviera.) |
|        | De Bubalo (Roma) (la blasonatura non è stata ancora caricata) (immagine dello Stemmario reale di Baviera.) |
|        | De Bucceia (Roma) (la blasonatura non è stata ancora caricata) (immagine dello Stemmario reale di Baviera.) |
|        | De Buchamazi (Roma) (la blasonatura non è stata ancora caricata) (immagine dello Stemmario reale di Baviera.) |
|        | De Bufalinis (Roma) (la blasonatura non è stata ancora caricata) (immagine dello Stemmario reale di Baviera.) |
|        | De Bufalis (Roma) (la blasonatura non è stata ancora caricata) (immagine dello Stemmario reale di Baviera.) |
|        | De Buoi (Modena, Dinazzano, Scandiano, Roma) inquartato: nel 1º e 4º d'oro, all'aquila di nero, coronata e imbeccata del campo; nel 2º e 3º, d'azzurro al bue passante sulla campagna, il tutto di oro, col capo d'Angiò Cimiero: aquila di nero, coronata di oro (citato in (4) – Vol. II pag. 205) |
|        | De Bussero D'argento, al decusse, accantonato a destra e a sinistra da due stelle (8), sopra e sotto da due coppe coperte, il tutto di rosso, con il capo d'argento, carico di un'aquila di nero Motto: O quam iuvat astris fidere (citato in DAlena) |
|        | De Buzzaccarini (Costabissara (Vicenza), Padova) Titoli: Nobile, N.U.N.D., Patrizio veneto, Conte, Marchese, Marchese di S. Raffaele inquartato: nel 1º e 4º di rosso all'aquila di argento, coronata, rostrata e membrata d'oro, con le ali abbassate, caricata ciascuna da un semicerchio convesso movente dal petto e trifogliato all'infuori, il tutto d'oro; al 2º e 3º d'oro a due torri cimate di una torricella coperta, il tutto di rosso; e sul tutto, partito d'argento e di verde colla bordatura partita dell'uno all'altro Cimiero: l'aquila d'argento, col volo abbassato, coronata e rostrata d'oro, nascente Motto: Sicut aquila sicut turres (citato in (4) – Vol. II pag. 217) |
|        | De Buzzaccarini (Padova, Cartura (Padova), Introxadcqua (L'Aquila)) Titoli: Nobile, N.U.N.D., Patrizio veneto inquartato: nel 1º e 4º di rosso all'aquila di argento, coronata, rostrata e membrata d'oro, con le ali abbassate, caricata ciascuna da un semicerchio convesso movente dal petto e trifogliato all'infuori, il tutto d'oro; al 2º e 3º d'oro a due torri cimate di una torricella coperta, il tutto di rosso; e sul tutto, partito d'argento e di verde colla bordatura partita dell'uno all'altro (citato in (4) – Vol. II pag. 218) |

### Deca
| Stemma | Casato e blasonatura |
| ------ | --- |
|        | De Caffarellis (Roma) (la blasonatura non è stata ancora caricata) (immagine dello Stemmario reale di Baviera.) |
|        | De Cagnonibus (Roma) (la blasonatura non è stata ancora caricata) (immagine dello Stemmario reale di Baviera.) |
|        | De Calderariis (Milano) D'argento, al calderone di nero, con il capo d'oro, carico di un'aquila coronata, di nero, linguata di rosso (citato in (18)) |
|        | De Califfi di Villalta (Zara) figura di Temi con occhi bendati vestita di argento spada in destra bilancia in sinistra su azzurro - 5 stelle (5 raggi) di oro poste in banda racchiuse da una gemella in banda di argento su rosso (citato in LEOM) |
|        | De Calvellis (Molise) troncato d'argento e di nero allo scaglione del primo sul nero (citato in DAlena) Particolarità araldica: alcuni testi portano per questa blasonatura un disegno che invece è troncato d'argento e di nero, allo scaglione dell'uno all'altro. |
|        | De Calvis (Roma) (la blasonatura non è stata ancora caricata) (immagine dello Stemmario reale di Baviera.) |
|        | De Cambis (Provenza) Titolo: signori di Auvare D'azzurro, a un albero (quercia?) sostenuto da un monte e accostato da due leoni, affrontati, il tutto d'oro (citato in (18)) |
|        | De Cambray Digny (Firenze, Livorno) D'azzurro, allo scaglione accompagnato nel cantone destro del capo da una speronella e in punta da un trifoglio, il tutto d'oro (citato in (16)) |
|        | De' Campi (Cesena) (la blasonatura non è stata ancora caricata) (citato in BLCW) Immagine in Blasone Cesenate. |
|        | De Campistron (Linguadoca) Titolo: marchesi di Penango e Cioccaro D'azzurro alla fascia d'oro, alzata, accompagnata in capo da quattro stelle d'argento, ordinate in fascia, e in punta da un gallo d'oro ardito, sostenuto da una stella d'argento e accompagnato da due stelle pure d'argento (citato in (18)) |
|        | De Campora (Napoli) (la blasonatura non è riportata) (citato in (4) – Vol. II pag. 260) |
|        | De Campora (Napoli) cometa di oro in banda su rosso (citato in LEOM) |
|        | De Campredon (Torino) Titolo: Conte di Albaretto e Lottulo partito di Campredon che è: partito al 1º d'oro al mondo d'argento, cerchiato e crociato d'azzurro; al 2º d'oro, alla banda d'azzurro, carica di tre bisanti d'argento, innestato in punta di oro, alla vacca di rosso, passante; e di Ponte, che è d'argento al decusse di rosso (citato in (4) – Vol. II pag. 263 e in (18)) |
|        | De Candia (Sassari, Alghero) D'azzurro al leone d'oro sinistrato da due pini al naturale, il tutto sostenuto da un terreno dello stesso col sole del secondo orizzontale a destra (citato in DAlena) leone rampante di oro su azzurro - sole di oro uscente in alto a sinistra - 2 pini silvestri (alberi) di verde su terrazzo di verde a destra su azzurro (citato in LEOM) |
|        | De Candia (Molfetta) d'azzurro al leone d'oro sinistrato da due pini al naturale, il tutto sostenuto da un prato di verde, col sole d'oro a levante Motto: Fulmina montes (citato in ) |
|        | De Canibus (Sulmona, Abruzzo) d'azzurro, allo scaglione gemellato d'oro, interlistato di rosso e accompagnato da tre crocette del secondo, due nel capo e una in punta (citato in DAlena e in (29), p. 71) |
|        | De Cannetis (Rutigliano) di ... alla banda di ... caricata di una banda diminuita a spina di pesce di ... e accompagnata in capo e in punta da due rose di rosso (citato in RTGL) |
|        | De Cantono D'azzurro, a tre triangoli d'argento (citato in (18)) |
|        | De Capite (Abruzzo) D'azzurro a due bande unite d'argento e di rosso, accompagnate in capo da una stella caudata d'oro, ed in punta da tre melograne fogliate pure d'oro (citato in DAlena) |
|        | De Capitani d'Arzago (Milano) troncato: nel 1º d'oro al castello di rosso torricellato di due pezzi, accompagnato da un'aquila di nero, coronata d'oro, fra le due torri; nel 2º bandato d'oro e di rosso (citato in (4) – Vol. II pag. 285) |
|        | De Capitani d'Arzago (Milano) castello di rosso su oro cimato da - aquila di nero coronata di oro su oro - bandato di rosso e di argento (citato in LEOM) (la blasonatura non è stata ancora caricata) (Immagine nella Raccolta stemmi Topoguz.) |
|        | De Capitani da Sesto (Milano) d'argento a tre caprioli d'azzurro, col capo caricato di una aquila di nero, coronata del campo (citato in (4) – Vol. II pag. 285) |
|        | De Capitani Da Vimercate (Milano) troncato: nel 1º d'oro all'aquila di nero, coronata del campo; nel 2º di rosso al castello d'argento rotondo, torricellato di due pezzi e merlato alla ghibellina (citato in (4) – Vol. II pag. 285) aquila di nero coronata di oro su oro - castello rotondo (una torre) di argento castello e torre cimati da 2 merli alla ghibellina su rosso (citato in LEOM) |
|        | De Capitaniis (Roma) (la blasonatura non è stata ancora caricata) (immagine dello Stemmario reale di Baviera.) |
|        | De Capizucha (Roma) (la blasonatura non è stata ancora caricata) (immagine dello Stemmario reale di Baviera.) |
|        | De Capo di Ferro (Roma) (la blasonatura non è stata ancora caricata) (immagine dello Stemmario reale di Baviera.) |
|        | De Capo di Ferro (Roma) (la blasonatura non è stata ancora caricata) (immagine dello Stemmario reale di Baviera.) |
|        | De Capocinis (Roma) (la blasonatura non è stata ancora caricata) (immagine dello Stemmario reale di Baviera.) |
|        | De Caprinica (Roma) (la blasonatura non è stata ancora caricata) (immagine dello Stemmario reale di Baviera.) |
|        | De Caproli (Roma) (la blasonatura non è stata ancora caricata) (immagine dello Stemmario reale di Baviera.) |
|        | De Carbonis (Roma) (la blasonatura non è stata ancora caricata) (immagine dello Stemmario reale di Baviera.) |
|        | De Carcamo (Sicilia) d'azzurro, al leone scaccato d'oro e di nero alias partito: nel 1° d'azzurro, al leone d'oro; nel 2° d'azzurro, alla campagna di verde e tre castelli d'oro, posti 1 e 2, aperti e finestrati del campo (citato in Mango) |
|        | De Cardellis (Roma) (la blasonatura non è stata ancora caricata) (immagine dello Stemmario reale di Baviera.) |
|        | De Cardellis (Roma) (la blasonatura non è stata ancora caricata) (immagine dello Stemmario reale di Baviera.) |
|        | De Cardenas (Napoli) Titolo: barone di Carovigno d'oro ai due lupi azzurri passanti l'uno sull'altro (citato in (22)) Notizie storiche in Nobili napoletani. |
|        | De Cardenas (Torino, Parigi) Titolo: Conte di Valeggio partito: di oro, a due lupi di azzuzzo passanti l'uno sull'altro; e di verde a due caldaie di nero, cucite, ripiene di rosso, una sull'altra; con la bordatura, sul tutto, d'azzurro, carica di sei lettere S alternate con sei crocette di S. Andrea, il tutto d'oro (citato in (4) – Vol. II pag. 322 e in (18)) |
|        | De Cardona o Folc de Cardona (Catalogna) Titolo: marchesi di Occimiano; conti di Visone; consignori di Rocchetta Tanaro Di rosso, a tre cardi d'oro alias Di rosso, al cardo d'oro alias Inquartato, al 1° partito di Aragona e d'Anjou, al 2° e 3° di Cardona, al 4° di Manoel de Vilhena alias Partito, al I inquartato in decusse, al 1° e 4° di Aragona, al 2° di Cardona, al 3° di Anjou, al II inquartato in decusse, al 1° e 4° di Aragona, al 2° e 3° di Urgel (citato in (15)) |
|        | De Carexana (la blasonatura non è stata ancora caricata) (citato in (18)) |
|        | De Carli interzato in fascia: al 1º d'oro all'aquila di nero coronata del campo, tenente nel becco e negli artigli tre gigli del campo; al 2º di rosso, alla testa di moro al naturale, bendata di argento; al 3º partito, a destra di rosso a quattro pali d'oro; a sinistra di azzurro Cimiero: l'aquila di nero, coronata d'oro, tenente sul rostro un giglio d'oro nascente (citato in (4) – Vol. II pag. 331) |
|        | De Carli (Tremezzo, Milano) leone rampante rivolto coronato di oro palla di argento tra le anteriori su azzurro - 2 foglie di palma troncate di oro e di azzurro su troncato di azzurro e di oro - 2 gigli di oro in alto su azzurro (citato in LEOM) |
|        | De Carmoy (Roma) d'oro al toro di nero fermo, coronato di rosso, la testa di fronte Motto: Doue Araok (citato in (4) – Vol. II pag. 334) |
|        | De Caro (Sicilia) d'azzurro, alla palma al naturale, ed il capo d'Aragona (d'oro, a quattro pali di rosso) alias d'oro, a quattro pali di rosso e la palma al naturale attraversante alias di rosso, al fonte naturale, sostenente due uccelli dello stesso, in atto di bere (citato in Mango) |
|        | De Caroli (Biella) Di rosso, al leone d'oro, con la banda d'azzurro, carica di tre stelle d'oro, attraversante Motto: Sapiens dominabitur astris (citato in (18)) |
|        | De Carolis (Foggia) (la blasonatura non è stata ancora caricata) (citato in DAlena) |
|        | De Carolis (Napoli) Titolo: nobili d'azzurro alla pianta di grano nel terreno con due colombe affrontate, beccanti una spiga pendente dalla pianta, il tutto al naturale e sormontato da tre stelle d'oro (citato in (19)) |
|        | De Carolis (Napoli) 2 colombe affrontate e beccanti 2 spighe pendenti da un'unica pianta su terrazzo di verde tutto al naturale su azzurro - 3 stelle (8 raggi) di oro su azzurro poste 1,2 (citato in LEOM) |
|        | De Carosis (Roma) (la blasonatura non è stata ancora caricata) (immagine dello Stemmario reale di Baviera.) |
|        | De Carro (Casale ?) Di [...], al pianale da carro (?), con due ruote, il tutto di [...], sostenente un'aquila coronata, di [...] (citato in (18)) |
|        | De Carroz (Sardegna) (interzato in palo: nel 1º d'oro, a tre pali di rosso; nel 2º d'argento, all'albero sradicato di verde; nel 3º inquartato: in a) fasciato d'oro e di rosso e in b) d'oro pieno) (citato in De Carroz, su athenanoctua.com. URL consultato l'11 dicembre 2020 (archiviato dall'url originale il 28 giugno 2013).) |
|        | De Casalis (Roma) (la blasonatura non è stata ancora caricata) (immagine dello Stemmario reale di Baviera.) |
|        | De Casalis (Roma) (la blasonatura non è stata ancora caricata) (immagine dello Stemmario reale di Baviera.) |
|        | De Casalius (Roma) (la blasonatura non è stata ancora caricata) (immagine dello Stemmario reale di Baviera.) |
|        | De Casamassimi (Bari, Napoli, Roma) Titolo: patrizi di Bari d'oro alla banda di rosso caricata da tre scudetti d'argento (citato in (19)) 3 scudetti di argento su banda di rosso su oro (citato in LEOM) Motto: Cunctando restituit |
|        | De Castagnole (Parma) 2 leoni controrampanti un albero al naturale uscente dalla troncatura su argento - 3 bande di oro su azzurro (citato in LEOM) |
|        | De Castellane (Provenza) Titolo: signori di Ayglun, Auvare, Bairols, Cadenetta, Castelnuovo, Clanzo, Daluis, Massoins, Penna, Pietrafuoco, Puget Rostand, Roccasterone, Roure, St. Sauveur, S. Stefano, Val di Blora, Venanzone Di rosso, al castello di tre torri, d'oro, murato di nero Motto: Mas d'ounour que d'ounours (citato in (18)) |
|        | De Castellanis (Roma) (la blasonatura non è stata ancora caricata) (immagine dello Stemmario reale di Baviera.) |
|        | De Castellis (Roma) (la blasonatura non è stata ancora caricata) (immagine dello Stemmario reale di Baviera.) |
|        | De Castello (Musile (Venezia), Belluno) Titolo: Nobile partito: d'argento e d'azzurro, al capo d'argento, carico di una croce di rosso, scorciata (citato in (4) – Vol. II pag. 369) |
|        | De Castro (Scalenghe) Di verde, al castello di tre torri, d'argento, sormontato da una stella d'oro Motto: Fide et opere (citato in (18)) |
|        | De Castro (Sicilia) d'azzurro, al castello a tre torri d'oro, cimato sulla torre di mezzo da una bandiera astata d'argento, svolazzante a sinistra, con due leoni coronati del secondo controrampanti ed affrontati al castello alias d'argento, a sei palle d'azzurro, 2, 2, 2 (citato in Mango) |
|        | De Casulis (Roma) (la blasonatura non è stata ancora caricata) (immagine dello Stemmario reale di Baviera.) |
|        | De Catellis (Molise) (la blasonatura non è stata ancora caricata) (citato in DAlena) |
|        | De Catena (Asti) Titolo: signori di Antignasco e Castelborello, Corsione, Mombercelli, Rocchetta Palafea; consignori di Belvedere e Malamorte, Bussoleno, Corticelle, Solonghello D'azzurro, alla catena d'oro formata in cerchio alias D'azzurro, a tre catene d'oro ordinate in palo (citato in (18)) |
|        | De Cathelineau (Napoli) d'azzurro alla bandiera posta in sbarra, astata e cimata di giglio d'oro, col drappo bianco carico di un cuore di rosso cimato da crocetta (citato in (4) – Vol. II pag. 379) |
|        | De Catinelli (Gorizia) Titolo: Barone dell'I. A. inquartato: nel 1º e 4º d'azzurro a tre tazze d'argento 1 e 2;nell 2º e 3º d'argento alla bandiera da Reggimento svolazzante a destra, astata e piantata su terreno Cimieri: a destra un volo d'aquila d'azzurro e d'argento, a sinistra la bandiera dello scudo Sostegni: due falchi al naturale in atto di spiccare il volo ed affrontati Motto: Est modus in rebus. In lettere lapidarie d'argento su nastro azzurro (citato in (4) – Vol. II pag. 379)                                                                                   |
|        | De Cattanei di Momo (Venezia) Titoli: Nobile, Barone dell'I. A. troncato: al 1º d'oro all'aquila di nero, coronata del campo; al 2º di azzurro a tre coppe di argento, rovesciate Cimieri: 1º l'aquila coronata del campo, rivoltata; 2º il grifone d'argento, linguato di rosso; 3º l'aquila di nero linguata di rosso Sostegni: due dragoni d'argento, squamosi, ritti, affrontati, alati di rosso Motto: Iustus et propositi tenax (citato in (4) – Vol. II pag. 380) |
|        | De Cavaglià o Cavagliati o Cabagliati o De Cabagliate Titolo: conti di Cavaglià; signori di Alice, Andorno e Bioglio, Caresana, Casanova, Frassineto, Montosolo, Roppolo, Ticineto, Valmacca; consignori di Borgaro Torinese Scaglionato, d'argento e di rosso alias Di rosso, a tre teste di cavallo d'oro, ordinate in fascia alias Di rosso, a tre teste di cavallo d'oro, con il capo d'oro, carico di un'aquila coronata, di nero alias D'oro, a tre gigli d'azzurro, con il capo d'azzurro, al cavallo passante, d'oro, sellato di rosso Motto: Virtus pacem seu bella (citato in (18)) |
|        | De' Cavalieri idi azzurro alla banda d'oro accompagnata in capo da tre stelle di sei raggi d'oro, male ordinate; cane d'argento rampante e attraversante (citato in (4) – Vol. III pag. 257) |
|        | De Cavallieri (Roma) (la blasonatura non è stata ancora caricata) (immagine dello Stemmario reale di Baviera.) |
|        | De Cavallieri (Roma) (la blasonatura non è stata ancora caricata) (immagine dello Stemmario reale di Baviera.) |
|        | De' Cavicciuli (Toscana) (DE) Unter 1 goldenen Schildhaupt, darin 1 rotbebandeter grüner Lorbeerkranz, ledig blau (citato in (23)) |

### Dece
| Stemma | Casato e blasonatura |
| ------ | --- |
|        | De Cechinis (Roma) (la blasonatura non è stata ancora caricata) (immagine dello Stemmario reale di Baviera.) |
|        | De Cechinis (Roma) (la blasonatura non è stata ancora caricata) (immagine dello Stemmario reale di Baviera.) |
|        | De Cechola (Roma) (la blasonatura non è stata ancora caricata) (immagine dello Stemmario reale di Baviera.) |
|        | De Ceciis (Roma) (la blasonatura non è stata ancora caricata) (immagine dello Stemmario reale di Baviera.) |
|        | De Cecttino (Roma) (la blasonatura non è stata ancora caricata) (immagine dello Stemmario reale di Baviera.) |
|        | De Cella o Di Celle (Monferrato) Titolo: signori di Celle Monferrato D'argento, alla casa di rosso (citato in (18)) |
|        | De Celsis (Roma) (la blasonatura non è stata ancora caricata) (immagine dello Stemmario reale di Baviera.) |
|        | De Cenci (Roma) (la blasonatura non è stata ancora caricata) (immagine dello Stemmario reale di Baviera.) |
|        | De Centellis (Roma) (la blasonatura non è stata ancora caricata) (immagine dello Stemmario reale di Baviera.) |
|        | De Cerchi (Astigiano) Di (...) a tre bisanti di (...), con il capo di (...) carico di tre stelle di (...) in fascia (citato in (18)) |
|        | De Cerratanis (Roma) (la blasonatura non è stata ancora caricata) (immagine dello Stemmario reale di Baviera.) |
|        | De Cerronis (Roma) (la blasonatura non è stata ancora caricata) (immagine dello Stemmario reale di Baviera.) |
|        | De Cesare (Napoli) Titolo: nobili d'azzurro al leone rampante e al pino il tutto d'oro (citato in (19)) albero di pino sradicato di oro su azzurro - leone rampante di oro su azzurro (citato in LEOM) |
|        | De Cesarinis (Roma) (la blasonatura non è stata ancora caricata) (immagine dello Stemmario reale di Baviera.) |
|        | De Cesaris (Alatri) d'azzurro all'aquila bicipite di oro posta sopra un monte di tre cime di verde ed accompagnata in capo da una stella d'oro (citato in (4) – Vol. II pag. 433) |
|        | De Cesaris (Cremona) spaccato d'oro e d'azzurro, con una fascia di nero, caricata di tre pali d'argento; l'oro caricato di un'aquila di nero, e l'azzurro caricato di un'ancora a quattro punte d'argento (citato in BLCR) Immagine in Blasonario Cremonese (archiviato dall'url originale il 1º giugno 2017). |

### Dech
| Stemma | Casato e blasonatura |
| ------ | --- |
|        | De Chabod Titolo: signori di Aisone D'azzurro, a tre gigli d'argento, 2, 1, con il capo del secondo carico di un leone nascente di nero, lampassato di rosso alias D'azzurro, sparso di gigli d'argento, alla banda in divisa d'oro, attraversante, carica di tre leoncini d'oro Motto: C'est à tard - Tout à temps (citato in (18)) |
|        | De Chandon (Fiesole) D'oro, alla fascia spinata di rosso accompagnata da tre trifogli di nero (citato in (16)) |
|        | De Charbonneau (Savoia) D'azzurro, al braccio d'oro, muovente da una nuvola d'argento, con la fionda carica di una pietra, il tutto d'argento alias D'azzurro, al braccio d'oro, muovente da una nuvola d'argento, con la fionda d'argento, carica di pietre d'oro Motto: Nec ferro nec igne (citato in (18))                        |
|        | De Chaurand de Saint Eustache (Bergamo, Firenze, Torino) Titolo: Conte d'azzurro al filetto in fascia, accompagnato in capo da una stella, in punta da un montante, il tutto d'oro Motto: Parcere subiectis et debellare superbos (citato in (4) – Vol. II pag. 436 e in (18))                                                       |
|        | De Chayes (Ardenza) 6 stelle (5 raggi) di oro poste in piramide rovesciata su 3 fasce di nero su rosso (citato in LEOM) |
|        | Dechi (Firenze) Di..., al drago di... (citato in (16)) |

### Deci
| Stemma | Casato e blasonatura |
| ------ | --- |
|        | De Ciamponis (Roma) (la blasonatura non è stata ancora caricata) (immagine dello Stemmario reale di Baviera.) |
|        | Deciani (Martignacco, Udine) Titoli: Nobile, Conte partito: d'azzurro alla mezza aquila d'or, bicipite, movente dalla partizione e di argento alla banda di nero (citato in (4) – Vol. II pag. 604) |
|        | De Cieca (Roma) (la blasonatura non è stata ancora caricata) (immagine dello Stemmario reale di Baviera.) |
|        | De Cillis (Napoli, Roma) Titolo: patrizio beneventano / conte, marchese di San Giovanni di Celsito, patrizio beneventano d'azzurro al cane levriere di argento, coronato di oro rampante ad un monte di verde movente dalla destra dello scudo, col capo cucito d'azzurro, caricato da tre gigli d'oro (citato in (4) – Vol. II pag. 465 e in (19)) |
|        | De Cillis (Benevento) partito: nel 1º d'oro, a tre pignatte di nero; nel 2º d'azzurro al cane levriere di argento, coronato di oro rampante ad un monte di verde movente dalla destra dello scudo, col capo cucito d'azzurro, sostenuto di nero, caricato da tre gigli d'oro (Immagine nella Raccolta stemmi Trippini (JPG).)                       |
|        | De Cinquinis (Roma) (la blasonatura non è stata ancora caricata) (immagine dello Stemmario reale di Baviera.) |

### Decl
| Stemma | Casato e blasonatura |
| ------ | --- |
|        | De Claricini (Padova, Abbazia, Gorizia, America) Titoli: Nobile, Nobile del S. R. I., Conte inquartato: al 1º e 4º partito di nero e d'argento a due corni dell'uno nell'altro, addossati e rovesciati; al 2º e 3º di rosso all'arancio nodrito nella punta di verde, fruttato di tre arance d'oro male ordinate Cimiero: due corni affrontati, a destra di nero, a sinistra d'argento (citato in (4) – Vol. II pag. 480) |
|        | De Clario (Napoli) d'azzurro alla fascia centrata d'argento, caricata da tre rose di rosso, con l'aquila spiegata di nero poggiata sulla stessa (citato in (4) – Vol. II pag. 481) |
|        | De Clemente (Molfetta) d'oro, al pellicano di nero con la sua pietà dello stesso, i 3 piccoli pellicani fermi ciascuno sulla vetta di uno dei 3 monti di verde moventi dalla punta (citato in ) |
|        | De Cler (Torino) D'azzurro, al sole d'oro Motto: Nil clarius claro (citato in (18)) |
|        | De Cler (Torino) Partito di rosso e d'oro, al leone dell'uno nell'altro, con il capo d'azzurro, al sole d'oro Motto: Sans comparaison (citato in (18)) |

### Deco
| Stemma | Casato e blasonatura |
| ------ | --- |
|        | De Cò o De Cò de Ponte (Capodiponte, Bione) d'azzurro, alla stella d'oro a otto punte (citato in Piovanelli) |
|        | De Cogiapile (Roma) (la blasonatura non è stata ancora caricata) (immagine dello Stemmario reale di Baviera.) |
|        | De Colaiani Disula (Roma) (la blasonatura non è stata ancora caricata) (immagine dello Stemmario reale di Baviera.) |
|        | De Colla (Lombardi) Titoli: Signori di Tornaco Di rosso, a quattro fasce d'argento, con il palo d'oro attraversante, con il capo d'oro, carico di un'aquila di nero, linguata di rosso alias Vaiato di nero e d'oro, con il capo d'oro, carico di un'aquila coronata, di nero, linguata di rosso (citato in (18)) |
|        | De Collis (Mondovì ?) D'oro, a tredici monticelli di verde, isolati e ristretti, 3, 4, 3, 2, 1, con il capo d'oro, cucito, carico di un'aquila bicipite di nero, coronata sulle due teste (citato in (18)) |
|        | De Colombier o Colombero (Paese di Vaud) Titolo: consignori di Castellengo D'azzurro, allo scaglione d'argento (citato in (18)) |
|        | De Columna (Roma) (la blasonatura non è stata ancora caricata) (immagine dello Stemmario reale di Baviera.) |
|        | De Comite (Amalfi, Bari, Rutigliano) d'azzurro al pino d'oro sradicato con un uccelletto posto nella cima, sormontato nel capo da tre stelle pure d'oro ordinate in fascia (citato in RTGL) |
|        | De Comitibus (Roma) (la blasonatura non è stata ancora caricata) (immagine dello Stemmario reale di Baviera.) |
|        | De Concina (Udine, San Daniele, Casarsa) Titoli: Nobile, Cavaliere del S. R. I., Conte, Signore di San Daniele, Marchese, Nobile romano inquartato: al 1º troncato fallito con partito e ritroncato di rosso e d'argento; al 2º e 3º d'oro alla sbarra d'azzurro carica di tre aquilotti d'argento, accompagnata da 2 rose d'azzurro; al 4º d'azzurro alla lettera V di nero posta in banda. Sul tutto: troncato d'azzurro al leone coronato d'oro nascente, e di rosso alla stella (8) d'oro. Lo scudetto coronato da torneo al naturale Cimieri: a destra, il giovane nascente, vestito di rosso, tenente con la destra una V di nero, colla sinistra una rosa di azzurro, in mezzo, il leone coronato d'oro, linguato di rosso, nascente; a sinistra un volo partito d'oro e d'azzurro (citato in (4) – Vol. II pag. 521) |
|        | De Concina (Roma) inquartato: al 1º troncato fallito con partito e ritroncato di rosso e d'argento; al 2º e 3º d'oro alla sbarra d'azzurro carica di tre aquilotti d'argento, accompagnata da 2 rose d'azzurro; al 4º d'azzurro alla lettera V di nero posta in banda. Sul tutto: troncato d'azzurro al leone coronato d'oro nascente, e di rosso alla stella (8) d'oro (Immagine nell' Archivio Storico Capitolino (PDF) (archiviato dall'url originale il 23 febbraio 2017).) |
|        | De Consalvis dal Verus (Roma) (la blasonatura non è stata ancora caricata) (immagine dello Stemmario reale di Baviera.) |
|        | De Consiliariis (Roma) (la blasonatura non è stata ancora caricata) (immagine dello Stemmario reale di Baviera.) |
|        | De' Conti (Molise) (la blasonatura non è stata ancora caricata) (citato in DAlena) |
|        | De Contis (Roma) (la blasonatura non è stata ancora caricata) (immagine dello Stemmario reale di Baviera.) |
|        | De Contisca (Roma) (la blasonatura non è stata ancora caricata) (immagine dello Stemmario reale di Baviera.) |
|        | De Conturbia (Milano) di rosso, a due leoni controrampanti d'oro, sostenenti una stella dello stesso; l capo d'oro caricato di un'aquila di nero, coronata del campo Cimiero: un leone uscente di oro, coronato dello stesso Motto: Fortitudo (citato in (4) – Vol. II pag. 531) |
|        | De Coquitello (Molfetta) d'azzurro, alla pianta di zucca nutrita di verde, fruttifera di 3 pezzi d'oro (citato in ) |
|        | De Corbano (Abruzzo) (la blasonatura non è stata ancora caricata) (citato in DAlena) |
|        | De Cordova o Cordova (Palermo) Titolo: nobile dei Marchesi della Giostra; marchese della Giostra d'oro, a tre fasce di rosso nella parte superiore e un re moro, vestito di verde, col manto di porpora, coronato d'oro all'antica, incatenato per il collo (citato in (4) – Vol. II pag. 537, in (19), in Mango e in (27)) Notizie storiche in Famiglie nobili di Sicilia. |
|        | De Cornay (Molise) Inquartato di nero e d'oro. I quarti d'oro caricati di una losanga di nero. Il 1° e 2° caricati da un lambello di rosso a 5 pendenti (citato in DAlena) |
|        | De Cornibus (Roma) (la blasonatura non è stata ancora caricata) (immagine dello Stemmario reale di Baviera.) |
|        | De Corvinis (Roma) (la blasonatura non è stata ancora caricata) (immagine dello Stemmario reale di Baviera.) |
|        | De Cossaris (Roma) (la blasonatura non è stata ancora caricata) (immagine dello Stemmario reale di Baviera.) |
|        | Decosse o D'Ecosse o Descosses (Francia) Titolo: baroni (in Francia) D'azzurro, al cuore d'oro, sostenente un falcone d'argento, accompagnato da tre lagrime dello stesso alias Inquartato, di Decosse e d'azzurro, alla fascia d'argento, accompagnata in capo da due sparvieri d'oro, e in punta da una speronella, dello stesso (Gondrecourt) (citato in (18)) |
|        | De Courmayeur (Courmayeur) Titolo: signori di Courmayeur, Entrèves; consignori di Aymaville Partito d'oro e d'argento, al leone di nero, linguato di rosso (citato in (18)) |
|        | De Courten (Piemonte, Roma, Milano, La Spezia) Titolo: conti Di rosso, al globo d'oro, centrato di nero, sostenente una croce di avellana, pure d'oro, con la bordura di verde, cucita (citato in (18)) globo di oro cerchiato di nero e cimato da croce avellana di oro su rosso - bordura di verde (citato in LEOM) |
|        | De Courtenay o Di Cortiniaco (Molise, Abruzzo) D'oro a tre torte di rosso poste 1, 2 (citato in DAlena) |

### Decr
| Stemma | Casato e blasonatura |
| ------ | --- |
|        | Decré (Aosta) Titolo: consignori di Emarese Di rosso, alla banda d'argento ripiena di azzurro, carica di dieci fasci di raggi d'oro, cinque per parte, moventi dagli orli, alternati (citato in (18)) |
|        | De Crellis (Roma) (la blasonatura non è stata ancora caricata) (immagine dello Stemmario reale di Baviera.) |
|        | De Crescenzio o Criscenza (Sicilia) di rosso, a tre crescenti montanti d'oro alias d'azzurro, alla banda d'oro, accompagnata da due stelle ad otto raggi dello stesso (citato in Mango) |
|        | De Crespi (Asolo) (la blasonatura non è stata ancora caricata) (citato in DAlena) |
|        | De Cressentiis (Roma) (la blasonatura non è stata ancora caricata) (immagine dello Stemmario reale di Baviera.) |
|        | De Crispis (Roma) (la blasonatura non è stata ancora caricata) (immagine dello Stemmario reale di Baviera.) |
|        | De Cristofaro (Catania) Titolo: barone dell'Ingegno, nobile dei baroni d'argento, al pino al capitozzo, nodrito sulla pianura erbosa, sostenuto a sinistra da un leoncino coronato d'oro, il tutto al naturale, e sormontato da tre stelle di sei raggi di rosso, ordinate in fascia (citato in (4) – Vol. II pag. 576 e in (26)) d'argento al pino alla pianta erbosa sostenuto a sinistra da un leone al naturale coronato d'oro, sormontato da tre stelle di rosso (citato in (19)) Notizie storiche in Famiglie nobili di Sicilia. |
|        | De Cristofaro (Molise) semipartito troncato: nel 1° di rosso a tre spighe di frumento legate d'oro poste in palo; nel 2° d'azzurro a tre stelle (6) d'argento poste 1, 2; nel 3° d'argento, all'albero fogliato di verde,con un monte, il tutto al naturale (citato in DAlena) |
|        | De Cristofaro (Roma) leone rampante rivolto al naturale su azzurro afferrante doppia scure di oro tra le anteriori su mare - stella (6 raggi) di oro in alto su azzurro (citato in LEOM) |
|        | De Cristoforis (Milano) troncato da una fascia d'argento: nel 1º di azzurro ad un globo terracqueo crociato e centrato d'oro; nel 2º di rosso al tronco di albero, terrazzato al naturale (citato in (4) – Vol. II pag. 577) |
|        | De Croy (Molise) (la blasonatura non è stata ancora caricata) (citato in DAlena) |

### Decu
| Stemma | Casato e blasonatura |
| ------ | --- |
|        | De Cuccinis (Roma) (la blasonatura non è stata ancora caricata) (immagine dello Stemmario reale di Baviera.) |
|        | De Cumis (Catanzaro) Di rosso al monte di tre cime all'italiana d'oro uscente dalla punta e sostenente una torre d'argento aperta e muragliata del campo, accompagnata in capo da tre gigli d'oro in fascia ed accostata da altri due gigli di rosso (citato in DAlena e in BLCL) |
|        | De Cupis (Roma) (la blasonatura non è stata ancora caricata) (immagine dello Stemmario reale di Baviera.) |
|        | De Cuppis (Montefalco) (d'argento, al capro saliente al naturale) (citato in Degli Abbati) |
|        | De Cuppis (Montefalco) (d'argento, al capo saliente al naturale, armato di rosso e cornato d'oro) (citato in Degli Abbati) |
|        | De Curia (Molise) (la blasonatura non è stata ancora caricata) (citato in DAlena) |
|        | De Curradis (Molise) (la blasonatura non è stata ancora caricata) (citato in DAlena) |
|        | De Curtis (Somma Vesuviana) d'argento alla croce patente di rosso (citato in (4) – Vol. II pag. 591) |
|        | De Curtis (Somma Vesuviana) d'argento, a tre bande d'azzurro col capo di rosso caricato da tre stelle d'oro (citato in (4) – Vol. II pag. 591) |
|        | De Curtis (Ravello) D'oro con tre bande di azzurro, al capo dello stesso, con un crescente' montate di argento accompagnato da tre stelle ,di otto raggi d'oro (citato in DAlena e in Chiese di Ravello.)                                                                         |
|        | De Curtis (Napoletano) (la blasonatura non è stata ancora caricata) (citato in (22)) |
|        | De Cusenza (Molise) (la blasonatura non è stata ancora caricata) (citato in DAlena) |